# Мотека, Владислав Казимирович
Владислав (Владас) Казимирович Мотека (лит. Vladas Motieka; 28 августа 1903 — 6 июля 1975) — советский литовский военачальник, полковник ВС СССР, в годы Великой Отечественной войны командир 167-го стрелкового полка 16-й Литовской стрелковой дивизии, в 1945—1949 годах командир 16-й Литовской стрелковой дивизии.

## Биография
Уроженец деревни Пакуоджюпяй (современный Паневежский район Литвы). Проживал с 1915 по 1918 годы в Юзовке. В 1920 году вернулся в Литву, вступил добровольцем в Литовскую армию. Учился с 1921 по 1927 годы в военном училище, служил во 2-м уланском полку. В 1928 году окончил высшие офицерские курсы, в 1934 году стал работать в Генеральном штабе. С 1934 по 1937 годы возглавлял 3-й оперативный отдел при Генеральном штабе, в 1937—1938 годах командовал батальоном 1-го пехотного полка. Произведён в подполковники в 1938 году, в 1938—1940 годах преподавал в военном училище.
В июне 1940 года Мотека перешёл на службу РККА после присоединения Литвы к СССР, на момент начала Великой Отечественной войны был начальником связи и заместителем начальника 1-го отдела 29-го стрелкового корпуса. С июля по ноябрь того же года — слушатель курсов «Выстрел», с октября 1941 года по март 1942 года преподаватель Омского военного училища. В марте 1942 года назначен начальником штаба 16-й Литовской стрелковой дивизии, в мае возглавил 167-й стрелковый полк. Произведён в 1942 году в полковники.
В феврале 1944 года Владислав Мотека с 23 сослуживцами направил обращение к бывшим офицерам армии Литовской Республики с призывом прекратить сотрудничество с немцами и не выступать против советских войск. С сентября 1944 заместитель командира 16-й стрелковой дивизии, в декабре того же года назначен командиром 50-й запасной стрелковой дивизии (Вильнюс). В феврале — марте 1945 года находился в распоряжении ГУ К НКО, а затем военного совета 1-го Белорусского фронта. С апреля 1945 года заместитель командира 260-й стрелковой дивизии. 12 мая 1945 года, уже после завершения Великой Отечественной войны, был назначен командиром 16-й Литовской стрелковой дивизии, пробыв на этой должности до 1949 года.
…Батальоны залегли под сильным немецким огнем и не могли подняться в атаку. В передовую траншею пришел командир полка полковник Владас Мотиека, будущий комдив 16-й СД, пошел в полный рост, потом достал пистолет и… застрелил подряд пятерых солдат, лежавших в траншее. И люди пошли снова в атаку.
В послевоенные годы занимал различные командные и преподавательские должности в Прибалтийском военном округе. В 1948 году окончил Военную академию имени Фрунзе в Москве, с 1950 по 1957 годы преподаватель Вильнюсского университета, с 1957 по 1959 годы заведующий кафедрой военной подготовки при Вильнюсской консерватории, в 1964—1975 годах сотрудник Министерства образования Литовской ССР. Депутат Верховного совета СССР 2-го созыва.
Уволен в запас 25 сентября 1961 года. Награждён двумя орденами Красного Знамени, Отечественной войны I степени и другими советскими наградами. Офицер ордена Великого князя Литовского Гядиминаса (1928) и офицер ордена Витаутаса Великого (1936).
Брат Владислава, по словам подполковника МГБ Литовской ССР Нахмана Душанского, примкнул в годы войны к немцам и служил у них карателем. Сын — Казимерас Мотека, народный депутат СССР и Заместитель Председателя Верховного Совета Литовской ССР, ранее следователь по особым делам и глава партийной организации 1-й юридической консультации. Он был одним из 124 человек, подписавших Акт о восстановлении государственности Литвы.